# Гвоздац
Гвоздац је насеље у Србији у општини Бајина Башта у Златиборском округу. Према попису из 2022. било је 417 становника.

## Географија
Гвоздац је село покрај реке Дрине, којим доминира Гвоздачко поље.

## Демографија
У насељу Гвоздац живи 505 пунолетних становника, а просечна старост становништва износи 40,2 година (38,4 код мушкараца и 42,1 код жена). У насељу има 153 домаћинства, а просечан број чланова по домаћинству је 4,20.
Ово насеље је великим делом насељено Србима (према попису из 2002. године), а у последња три пописа, примећен је пад у броју становника.
|  |

| Демографија | Демографија | Демографија |
| Година      | Становника  | Становника  |
| ----------- | ----------- | ----------- |
| 1948.       | 994         |             |
| 1953.       | 1.049       |             |
| 1961.       | 1.062       |             |
| 1971.       | 980         |             |
| 1981.       | 841         |             |
| 1991.       | 708         | 697         |
| 2002.       | 642         | 659         |

| Етнички састав према попису из 2002.‍ | Етнички састав према попису из 2002.‍ | Етнички састав према попису из 2002.‍ | Етнички састав према попису из 2002.‍ | Етнички састав према попису из 2002.‍ |
| ------------------------------------ | ------------------------------------ | ------------------------------------ | ------------------------------------ | ------------------------------------ |
|                                      |                                      |                                      |                                      |                                      |
| Срби                                 | Срби                                 |                                      | 640                                  | 99,68%                               |
| Хрвати                               | Хрвати                               |                                      | 2                                    | 0,31%                                |
| непознато                            | непознато                            |                                      | 0                                    | 0,0%                                 |

| Година пописа     | 1948. | 1953. | 1961. | 1971. | 1981. | 1991. | 2002. |
| ----------------- | ----- | ----- | ----- | ----- | ----- | ----- | ----- |
| Број домаћинстава | 157   | 159   | 164   | 165   | 153   | 153   | 153   |

| Број чланова      | 1  | 2  | 3  | 4  | 5  | 6  | 7  | 8 | 9 | 10 и више | Просек |
| ----------------- | -- | -- | -- | -- | -- | -- | -- | - | - | --------- | ------ |
| Број домаћинстава | 24 | 25 | 14 | 18 | 21 | 28 | 13 | 7 | 0 | 3         | 4,20   |

| Пол    | Укупно | Неожењен/Неудата | Ожењен/Удата | Удовац/Удовица | Разведен/Разведена | Непознато |
| ------ | ------ | ---------------- | ------------ | -------------- | ------------------ | --------- |
| Мушки  | 267    | 67               | 180          | 18             | 2                  | 0         |
| Женски | 259    | 30               | 183          | 45             | 1                  | 0         |
| УКУПНО | 526    | 97               | 363          | 63             | 3                  | 0         |

| Пол    | Укупно                    | Пољопривреда, лов и шумарство | Рибарство                            | Вађење руде и камена | Прерађивачка индустрија       |
| ------ | ------------------------- | ----------------------------- | ------------------------------------ | -------------------- | ----------------------------- |
| Мушки  | 189                       | 171                           | 0                                    | 0                    | 5                             |
| Женски | 98                        | 92                            | 0                                    | 0                    | 2                             |
| УКУПНО | 287                       | 263                           | 0                                    | 0                    | 7                             |
| Пол    | Производња и снабдевање   | Грађевинарство                | Трговина                             | Хотели и ресторани   | Саобраћај, складиштење и везе |
| Мушки  | 0                         | 7                             | 2                                    | 0                    | 1                             |
| Женски | 0                         | 0                             | 1                                    | 0                    | 0                             |
| УКУПНО | 0                         | 7                             | 3                                    | 0                    | 1                             |
| Пол    | Финансијско посредовање   | Некретнине                    | Државна управа и одбрана             | Образовање           | Здравствени и социјални рад   |
| Мушки  | 0                         | 0                             | 1                                    | 1                    | 0                             |
| Женски | 0                         | 0                             | 0                                    | 2                    | 0                             |
| УКУПНО | 0                         | 0                             | 1                                    | 3                    | 0                             |
| Пол    | Остале услужне активности | Приватна домаћинства          | Екстериторијалне организације и тела | Непознато            | Непознато                     |
| Мушки  | 0                         | 0                             | 0                                    | 1                    | 1                             |
| Женски | 1                         | 0                             | 0                                    | 0                    | 0                             |
| УКУПНО | 1                         | 0                             | 0                                    | 1                    | 1                             |

## Привреда
Природне лепоте и културно-историјске особености које поседује Бајина Башта са својом околином омогућавају изградњу препознатљиве туристичке дестинације. Ипак, њихови потенцијали за развој бројних облика туризма, још увек нису довољно искоршћени, између осталог, због недовољно развијене инфраструктуре.
Село је највећим делом равничарски предео. Основно занимање становништва овог краја је пољопривреда. Узгаја се пшеница, кукуруз и друго крмно биље, док се у брдским пределима људи углавном баве воћарством и узгојем јагодичастог воћа, претежно малине.
Село има добре социјално-економске показатеље развијености. У овом тренутку, један од већих проблема у развоју представља потреба за отварање границе на Дрини, јер не постоји слободан промет робе, нарочито стоке, уз поштовање строгих прописа и стандарда, с обзиром да су веома учестали илегалан откуп и шверц, који се све чешће дешава због разлике у цени у Србији и Републици Српској.